# Joe Weider
Pour les articles homonymes, voir Weider.
Joe Weider, de son nom complet Josef Edwin Weider, est un culturiste et entrepreneur canadien, né le 29 novembre 1919 à Montréal, Québec, Canada et mort le 23 mars 2013 .  Il est le cofondateur de la Fédération internationale de bodybuilding et fitness (IFBB) avec son frère Ben Weider, et le créateur des compétitions de bodybuilding Mister Olympia, Ms. Olympia - initialement créées par George Snyder (en) et de la défunte Masters Olympia. Il est également le créateur des magazines Flex, Muscle et Fitness, Shape, Natural Health et Fit Pregnancy. 
Il a été l'époux de la reine de beauté Betty Brosmer (en), la « pin-up à la taille de guêpe. »